# Jaime Nared
Jaime Nared est une joueuse de basket-ball américaine, née le 14 septembre 1995 à Portland, dans l'Oregon. 

## Biographie
Sa sœur aînée Jackie a joué avec les Terrapins du Maryland puis à Saint Mary's College et figurait dans le top 20 des scoreuses de NCAA durant la saison 2013-2014. Avec 677 points inscrits, elle établit un record de son université. Après deux années dans un rôle administratif, elle retourne sur le terrain en Europe. Son père, Greg Nared, avait déjà joué pour les Terrapins de 1985 à 1989.
Jaime rejoint la prestigieuse université des Volunteers du Tennessee, qui n'est alors plus un des favoris du titre. Avec 15,2 points avec 43 % de réussite aux tirs (dont 38 % à trois points) et 7,0 rebonds en 34 minutes de jeu, cette arrière de grande taille qui peut aussi jouer à l'aile est la leader de son équipe en junior. En août 2017, elle remporte l'équipe U23 des USA le premier tournoi U24 des Quatre Nations face à l'Australie, le Canada et le Japon, pour des statistiques de 7,3 points et 5,0 rebonds par rencontre.
Draftée en 13e position par les Stars de San Antonio lors de la draft 2018, elle ne trouve qu'un rôle modeste en WNBA avec 2,5 points à 30% et 1,5 rebond en 9 minutes sur 31 matchs durant la saison 2018 et trois contrats courts durant la saison suivante pour une seule rencontre disputée.
Elle commence sa carrière à l'étranger en Israël avec Elitzur Ramla et la poursuit en Italie avec Broni pour 18 points à 42,4% (dont 33,8% de réussite à 3-points), 6,8 rebonds et 2,3 passes décisives pour 19,6 d'évaluation en 32 minutes. Pour la saison 2020-2021 de LFB, elle s'engage avec les Flammes Carolo.